# FragDenStaat
FragDenStaat ist ein Projekt in Trägerschaft der Open Knowledge Foundation Deutschland (OKFDE) zur Förderung der Informationsfreiheit. Es betreibt eine Internetplattform, die Nutzern die Wahrnehmung ihres Rechts auf Zugang zu amtlichen Informationen erleichtern soll. Dazu können auf Basis verschiedener Informationsfreiheitsgesetze Anfragen an Behörden gestellt werden. Die technische Plattform wird von themenverwandten Kampagnen, Recherchen und Klagen ergänzt, welche von einem Projektteam und häufig in Zusammenarbeit mit anderen Nichtregierungsorganisationen oder Nachrichtenmagazinen organisiert und betrieben werden.

## Geschichte
FragDenStaat geht auf Diskussionen im Vorstand der Open Knowledge Foundation Deutschland zurück, ein deutsches Pendant zum Projekt WhatDoTheyKnow.com zu schaffen. Dies diente bereits als Übermittler und gleichzeitig als Archiv für Anfragen nach dem Freedom of Information Act 2000 des Vereinigten Königreiches. Da die zugrundeliegende Software jedoch nicht einfach auf andere Rechtskreise anzuwenden war, schrieb Stefan Wehrmeyer, damals Mitglied des Vorstandes der Open Knowledge Foundation Deutschland, dafür eine eigene Software selbst.
FragDenStaat.de ist seit dem 1. August 2011 öffentlich zugänglich. Projektleiter war bis 2014 Wehrmeyer selbst, seitdem ist es Arne Semsrott.
Anfangs existierte lediglich die technische Plattform als solche und es war nur möglich, Anträge nach dem Informationsfreiheitsgesetz des Bundes zu stellen. Nach und nach kamen weitere Auskunftsgrundlagen hinzu, wie die Informationsfreiheitsgesetze der Länder, das Umweltinformationsgesetz (UIG) oder das Verbraucherinformationsgesetz (VIG). Lediglich in Bayern und Niedersachsen gibt es noch keine Informationsfreiheitsgesetze, weshalb sich die Anträge auf UIG und VIG beschränken. Einige Kommunen haben über das Landesrecht hinausgehend eigene Informationsfreiheitssatzungen erlassen. Seit 2019 ist es zudem möglich, Anträge nach der Informationsfreiheitsverordnung an Institutionen der Europäischen Union zu stellen.

## Funktionsweise und Methodik

### Anfrageplattform
Die Anfrageplattform von FragDenStaat soll Anfragende administrativ und inhaltlich dabei unterstützen, bei Behörden Informationen zur Veröffentlichung anzufragen und so von Auskunftsrechten der Informationsfreiheitsgesetze Gebrauch zu machen.
Dazu ist auf der Plattform zunächst eine Behördendatenbank mit Zuständigkeiten und Kontaktdaten hinterlegt, die das Finden des richtigen Adressaten der Anfrage erleichtert und Quellen vorschlägt, durch die die Information ggf. ohne Anfrage zu beziehen sein könnte. Die Formulierung der Anfrage selbst wird Nutzern so weit wie möglich abgenommen, sodass der Anfragetext nur noch um die konkret angefragten Dokumente ergänzt werden muss. Insbesondere sind im Vorlagetext bereits Rechtsgrundlagen genannt und gängige Rückfragen von Behörden zu Gebühren oder Übermittlungsformaten vorweggenommen.
Eine so gestellte Anfrage wird über eine individuell für diese generierte E-Mail-Adresse an die jeweilige Behörde versendet und kann durch sie grundsätzlich auch per E-Mail an diese Adresse beantwortet werden. Solche Antworten werden automatisch auf der Plattform veröffentlicht und der Antragssteller benachrichtigt. Da einige Behörden auf Anträge per Post antworten, sowie Widersprüche oder Kostenbescheide per Post versandt werden müssen, ist es für Antragsteller zudem möglich, selbst Dateien und Nachrichten hinzuzufügen. Der gesamte Schriftverkehr zur Anfrage wird so auf einer Unterseite pro Anfrage archiviert und chronologisch aufgeführt.
Je nach Rechtsgrundlage der Anfrage haben Behörden die Anfragen innerhalb unterschiedlicher Fristen zu beantworten. Nutzer werden per E-Mail daran erinnert, ihre Anfragen nach Status zu klassifizieren (z. B. Antrag erfolgreich, abgelehnt, teilweise erfolgreich oder Antrag zurückgezogen) und nach Ablauf dieser Fristen bei der Behörde nachzufassen, sofern die Anfrage nicht rechtzeitig oder vollständig beantwortet wurde. Auch hier unterstützt FragDenStaat durch Formulierungsvorschläge.
Antworten von Behörden sind durch Anfragende um persönliche Informationen zu bereinigen, auch dafür stellt die Plattform Werkzeuge zur Verfügung.
Um eine Anfrage stellen zu können, ist ein Benutzerkonto erforderlich. Alle Anfragen sind jedoch auch für nicht-registrierte Plattformnutzer einsehbar. Sie werden in einer umfassenden Antragsübersicht gelistet. Dort ist es möglich, sie nach Zuständigkeit (Land, Bund und Europäische Union), nach Status und nach bestimmten Kategorien (z. B. Justiz, Landwirtschaft oder Umwelt) zu sortieren oder nach Schlagworten zu durchsuchen.
Maximilian Petras schlug 2023 vor, die Plattform als Commons-Public-Partnership weiter zu betreiben. Der bisherige Aufwendungen der Zivilgesellschaft seien sinngemäß unverständlich; stattdessen sei eine „staatliche Kooperation mit derartigen Infrastrukturen“ angebracht.

### Massenanfragen in Kampagnen und Aktionen
Mit Kampagnen und Aktionen möchte FragDenStaat Themen in die öffentliche Wahrnehmung bringen, die nach dem Dafürhalten der Projektverantwortlichen unter besonderen Transparenzmängeln leiden. Meist geschieht dies durch den zentralen Aufruf der eigenen Nutzerbasis dazu, über die Plattform Anfragen zu diesem Thema zu stellen. Um dies zu erleichtern, wird häufig eine separate Projekt-Landingpage veröffentlicht, auf der das Thema redaktionell aufbereitet wird. Daneben wird Nutzern dort nicht mehr nur das Stellen allgemeiner Anfragen erleichtert, sondern es werden Textvorlagen oder -bausteine für das konkrete Thema vorgegeben und die Anfrage durch weitere Angebote unterstützt (Übersichtskarten, Statusanzeigen zu begrenzten Empfängerkreisen o. ä.). Auf diese Weise werden Massenanfragen provoziert, die sich wie folgt unterscheiden lassen:
- Anfragen mit dem Ziel, Dokumente verschiedener Quellen zu einem Thema in besonderer Breite verfügbar zu machen. So wurden zum Beispiel im Rahmen der Kampagne Topf Secret deutschlandweit die Hygienekontrollberichte von Lebensmittelbetrieben wie Supermärkte oder Restaurants bei den jeweils zuständigen Behörden der Lebensmittelüberwachung angefragt.[8]
- Anfragen mit dem Ziel, Dokumente einer einzelnen Quelle zu einem Thema in besonderer Breite verfügbar zu machen. Im Rahmen der Kampagne FragDenBundestag wurden beim Wissenschaftlichen Dienst des Deutschen Bundestages massenhaft dessen Gutachten angefragt, was im Ergebnis zu deren vollständiger Veröffentlichung führte.[9]
- Anfragen mit dem Ziel, das Verbot der Weitergabe von per Anfragen erhaltenen Dokumenten zu umgehen. Das Bundesinstitut für Risikobewertung hatte z. B. die Weitergabe des sog. „Glyphosat-Gutachten“ mit Verweis auf das Urheberrecht über den Einzelfall der Anfrage hinaus untersagt.[10] Weitere Beispiele sind unter anderem die Anfragen zu einer Kryptosoftware-Studie des Bundesamtes für Sicherheit in der Informationstechnik oder dem „Ackermann-Abendessen“ im Bundeskanzleramt.[11] Ziel dieser Massenanfragen ist es, darauf hinzuwirken, dass die Behörden einer Veröffentlichung ihrer Antwort von sich aus zustimmen (siehe Zensurheberrecht).

Seit der Gründung im Jahr 2011 gab es mehrere große Kampagnen. Ziel der Kampagnen ist, die selbstständige Veröffentlichung von Dokumenten durch Behörden voranzutreiben:
FragDenBundestag
Am 25. Juni 2015 entschied das Bundesverwaltungsgericht, dass der Wissenschaftliche Dienst des Deutschen Bundestages seine Gutachten auf Antrag veröffentlichen muss. Am 25. Januar 2016 wurde FragDenBundestag veröffentlicht, nachdem Abgeordnetenwatch.de eine Liste mit allen Titeln von Gutachten des Wissenschaftlichen Dienstes erhalten hatte. Der Nutzer konnte die Liste nach Titeln durchsuchen und anschließend das entsprechende Gutachten anfragen. Bereits drei Tage nach Kampagnenstart wurden über 1.000 Gutachten angefragt. Nach nicht einmal einem Monat – am 18. Februar 2016 – beschloss der Ältestenrat des Bundestages, dass alle Gutachten veröffentlicht werden. Die Gutachten sind nun auf der Website des Deutschen Bundestages zu finden, sowie auf der sehrgutachten.de Website, die ebenfalls von der Open Knowledge Foundation Deutschland betrieben wird.
FragDasJobcenter
Am 20. Oktober 2016 veröffentlichte FragDenStaat eine Liste mit allen Jobcentern in Deutschland. Die Plattform ermöglicht es auf einfache Art und Weise einen Antrag auf Übersendung „sämtliche[r] derzeit gültige[n] internen Weisungen und Arbeitshilfen des Jobcenters“ zu stellen. 11 Monate nach Start – am 6. November 2017 – haben knapp 80 % aller Jobcenter die Weisungen veröffentlicht.
Gläserne Gesetze
Am 15. Juni 2017 startete FragDenStaat mit Abgeordnetenwatch.de die Kampagne Gläserne Gesetze. Ziel ist es, alle Stellungnahmen von Interessenvertretungen zu Gesetzentwürfen der Bundesregierung zu veröffentlichen. Am 12. Juli wurde entschieden, alle bisherigen Stellungnahmen zu veröffentlichen. Einen Tag später wurden alle bisher verfügbaren Stellungnahmen auf stellungnah.me veröffentlicht. Am 15. November 2018 entschied das Kabinett, dass grundsätzlich alle Gesetzentwürfe und Stellungnahmen veröffentlicht werden.
Topf Secret
Am 15. Januar 2019 wurde zusammen mit Foodwatch die Kampagne Topf Secret gestartet. Ziel ist es, die Ergebnisse der behördlichen Lebensmittelüberwachung in Lebensmittelbetrieben wie Restaurants, Bäckereien oder Supermärkten öffentlich zugänglich zu machen und Druck gegenüber den verantwortlichen Behörden aufzubauen, die Kontrollergebnisse in Zukunft direkt selbst zu veröffentlichen. FragDenStaat ruft dazu Verbraucher auf, per Antrag nach dem Verbraucherinformationsgesetz bei zuständigen Kontrollbehörden die Hygienekontrollberichte einzelner Betriebe anzufordern. Die Plattform vereinfacht den Vorgang dabei durch Textbausteine und vorausgefüllte Formulare. Betriebe können außerdem auf einer Landkarte ausgewählt oder anhand des Namens oder des Ortes gesucht werden, um dann Kontrollberichte einzusehen oder anzufordern. In den ersten drei Monaten nach Start der Kampagne wurden über 20.000 Anfragen gestellt.
Der Deutsche Hotel- und Gaststättenverband bezeichnet das Projekt als „Hygienepranger“ und unterstützt dagegen gerichtete Verfahren seiner Verbandsmitglieder. Diese gingen sowohl verwaltungsrechtlich als auch zivilrechtlich bisher erfolglos gegen die herausgebenden Behörden und die Open Knowledge Foundation Deutschland als Plattformbetreiberin vor. So entschied bspw. das Oberverwaltungsgericht Niedersachsen, dass Verbraucher einen Anspruch auf die Herausgabe von Kontrollberichten der behördlichen Lebensmittelüberwachung haben.
Das Ziel, die Hygienekontrollberichte transparenter zugänglich zu machen, wurde durch das Berliner „Saubere-Küchen-Gesetz“ zumindest grundsätzlich aufgegriffen: Nach diesem müssen ab 2023 die Ergebnisse von Lebensmittelkontrollen in bestimmten Einrichtungen für Gäste sichtbar aufgehängt werden. Der Berliner Bezirk Pankow veröffentlicht Ergebnisse von Lebensmittelkontrollen auf einer zu diesem Zweck eingerichteten Website.
Mit schätzungsweise 8.000 Ergebnissen zu etwa 4.200 Betrieben ist Topf Secret nach Angaben von FragDenStaat die größte öffentlich zugängliche Datenbank über Lebensmittelkontrollergebnisse in Deutschland.
Am 14. Dezember 2020 startete, ebenfalls in Kooperation mit Foodwatch, die Kampagne Topf Secret – Mission Fleisch, die auf die Anfrage von Kontrollberichten von Fleisch- und Wurstunternehmen zielt.
Frag sie Abi!
Zusammen mit Wikimedia Deutschland hat FragDenStaat am 11. Februar 2019 die Kampagne „Frag sie Abi!“ gestartet. Ziel der Kampagne ist es, alte Abituraufgaben bei den Kultusministerien der Länder anzufragen. Das Niedersächsische Kultusministerium hat sich entschieden, ab Mitte August 2019 alle Prüfungsaufgaben und Erwartungshorizonte des niedersächsischen Zentralabiturs zu veröffentlichen.
Zensurheberrecht
Das Wort Zensurheberrecht deutet an, dass Behörden das Urheberrecht dazu verwenden, einer Veröffentlichung von Dokumenten entgegenzuwirken ("Zensur"). Die 28. Konferenz der Informationsfreiheitsbeauftragten in Deutschland hat diesbezüglich einen Entschluss gefasst, dass das Urheberrecht nicht dazu verwendet werden darf, eine Veröffentlichung einzuschränken.
Die Veröffentlichung des sog. „Glyphosat-Gutachtens“ durch FragDenStaat wurde von der Bundesregierung zwischenzeitlich mit Hilfe des Urheberrechts unterbunden. Die Kampagne Zensurheberrecht möchte erreichen, dass die Nutzung des Urheberrechts für solche Zwecke in Zukunft unterbunden wird.
Spekulation abwenden
Die Kampagne Spekulation abwenden wurde am 14. Juli 2020 gestartet. Ziel dieser Kampagne ist es, die Abwendungsvereinbarungen, die die Berliner Bezirke mit privaten Hausbesitzern abgeschlossen haben, zu veröffentlichen.
Klima-Gebäude-Check
Zusammen mit der Deutschen Umwelthilfe hat FragDenStaat am 29. September 2020 die Kampagne „Klima-Gebäude-Check“ gestartet. Ziel der Kampagne ist es, die Energieausweise öffentlicher Stellen zu veröffentlichen und den Klimaschutz der Gebäude bewerten zu können.
Black Box EU
Mit der Kampagne Black Box EU startete FragDenStaat mit Unterstützern im Februar 2021 Anfragen nach sogenannten 4-Spalten-Dokumenten. Diese entstehen in Trilogverhandlungen bei Gesetzgebungsverfahren der Europäischen Union. Auf je einer Spalte ist die Position des Europäischen Parlaments, der Europäischen Kommission und des Europäischen Rats sowie der gefundene Kompromiss abgedruckt. Der Grund für die Kampagne war, dass die EU-Institutionen, statt den ursprünglich geplanten vollständigen 4-Spalten-Dokumenten, nun nur noch den fertigen Kompromiss veröffentlichen möchte.
Lobbyregister selbst gemacht
Da FragDenStaat und abgeordnetenwatch.de das von der Großen Koalition beschlossene Lobbyregister als unzureichend bewerteten, starteten sie im Jahr 2021 die Kampagne Lobbyregister selbst gemacht. Im Rahmen der Kampagne werden in insgesamt 800 Anfragen alle Bundesministerien gefragt, ob dort Informationen zu Treffen mit einem Unternehmen oder Verband vorlägen.
Koalitionstracker
In Zusammenarbeit mit anderen Organisationen möchte FragDenStaat mit dem 2022 vorgestellten Koalitionstracker den Fortschritt in Projekten der Bundesregierung unter Olaf Scholz öffentlich dokumentieren. Basierend auf dem Koalitionsvertrag wurden 248 messbare Vorhaben aus 13 Kategorien ausgemacht, die mit einem aktuellen Status versehen werden.

### Transparenzklagen
Zusammen mit der Gesellschaft für Freiheitsrechte bietet FragDenStaat sogenannte „Transparenzklagen“ an. Bei diesen Klagen geht es darum, einen Ablehnungsbescheid eines Widerspruches einer Behörde vor dem Verwaltungsgericht im Rahmen einer Verpflichtungsklage für unrechtmäßig erklären zu lassen. Dabei stellen FragDenStaat und die GFF die Anwalts- und Gerichtskosten.
Ausgewählt werden Verfahren, die eine grundsätzliche Bedeutung sowie Aussichten auf Erfolg haben.

### IFG-Meisterschaften
Die IFG-Meisterschaften verfolgen mit einer spielerischen Art und Weise das Ziel der Transparenz, indem 16 Behörden gegeneinander antreten, vor Beginn einer Runde werden Zweierpaare ausgelost. Alle Behörden bekommen zeitgleich den gleichen Antrag übersandt, es „gewinnt“ die Behörde, die schneller umfassendere Informationen herausgibt. Die Behörde, die gewinnt, kommt in die nächste Runde, bis nur noch eine übrig ist, die gewinnt.
Die erste IFG-Meisterschaft hat im April 2018 stattgefunden zwischen den 14 Bundesministerien, dem Bundeskanzleramt und dem Bundespräsidialamt. Gewonnen hat das Bundesministerium für Bildung und Forschung.
Die zweite IFG-Meisterschaft hat im Juni 2020 begonnen, zwischen den Staats- und Senatskanzleien der 16 deutschen Bundesländern. Zudem ist es für die Nutzer möglich an einem Tippspiel teilzunehmen, welche Behörde schneller antwortet.

### Prinzenfonds
Georg Friedrich von Preußen verklagt Forscher und Journalisten, welche sich kritisch mit der Geschichte und der Gegenwart der Hohenzollern beschäftigen. FragDenStaat schätzt, dass es vor dem Landgericht Berlin fast 50 Entscheidungen gab. Der Direktor des Zentrums für Zeithistorische Forschung, Martin Sabrow, beschreibt dies als Angriff auf die Freiheit der Wissenschaft. Um Betroffenen die finanziellen Mittel für ein Gerichtsverfahren gegen diese Klagen zur Verfügung zu stellen, hat FragDenStaat den Prinzenfonds gegründet. Unterstützung erhält FragDenStaat dafür von der Deutschen Journalistinnen- und Journalisten-Union und der Gewerkschaft ver.di. Innerhalb des ersten Monats nach Einrichtung haben fast 1200 Personen eine Summe von etwa 50.000 € für den Prinzenfonds gespendet.

## Rechtliche Streitigkeiten
Im Jahr 2014 hat FragDenStaat beim Bundesministerium des Innern einen Aktenvermerk zu einem Urteil aus dem Jahre 2011 des Bundesverfassungsgerichtes zur 5-%-Sperrklausel bei der Europawahl angefragt und veröffentlicht und wurde anschließend zivilrechtlich abgemahnt. Auf eine spätere negative Feststellungsklage von FragDenStaat hat das Kammergericht Berlin entschieden, dass die Abmahnung rechtswidrig war.
Im Jahr 2017 fragte FragDenStaat von der europäischen Grenzschutzagentur Frontex die Liste der Schiffe an, die an der Mittelmeeroperation „Triton“ beteiligt sind. Frontex weigerte sich und erhielt vor Gericht Recht. Später forderte Frontex von FragDenStaat Anwalts- und Reisekosten in Höhe von 23.700 Euro; die Forderungen wurden vor Gericht auf 10.520,76 reduziert.
Im Oktober 2018 hat FragDenStaat beim Bundesinstitut für Risikobewertung die „Stellungnahme des BfR zur IARC-Monographie über Glyphosat vom 4. September 2015“ angefragt und erhalten. Die Veröffentlichung wurde unter Berufung auf das Urheberrecht untersagt. Im März 2019 wurde FragDenStaat abgemahnt. Das Landgericht Köln entschied am 19. März 2019 vorläufig, dass FragDenStaat das Dokument nicht weiterverbreiten darf. Als Reaktion rief das Portal dazu auf, dass die Nutzer das Gutachten selbst anfragen. Mit Urteil vom 12. November 2020 widerrief das Gericht die eigene Entscheidung im Hauptsacheverfahren und befand die Veröffentlichung für rechtmäßig. Am 18. März hat FragDenStaat eine negative Feststellungsklage beim Landgericht Berlin eingereicht mit dem Ziel, die Abmahnung des BfR für unwirksam erklären zu lassen. Am 4. Juli 2019 entschied das Landgericht Köln, dass die Abmahnung aufgrund von Formfehlern unwirksam ist. Daraufhin veröffentlichte FragDenStaat das Gutachten wieder. Allgemein äußerte die Konferenz der Informationsfreiheitsbeauftragten bereits 2014, dass das Urheberrecht nicht der Geheimhaltung diene.

## Kunsteditionen
Seit 2016 veröffentlicht FragDenStaat jedes Jahr zum Internationalen Tag der Informationsfreiheit am 28. September eine Kunstedition, die aus Teilen einer Antwort besteht, die zu großen Teilen unkenntlich gemacht wurde.

## Vorträge
Seit der Gründung im Jahr 2011 gibt es jedes Jahr einen Vortrag auf dem Chaos Communication Congress. Inhalt der Vorträge ist immer die aktuelle Entwicklung der Informationsfreiheit in Deutschland sowie einzelne Anfragen und andere Themen. Im Jahr 2018 haben neben dem Projektleiter Arne Semsrott auch Rainer Rehak sowie die beiden Autoren von Netzpolitik.org Anna Biselli und Andre Meister gesprochen.
Zudem spricht Arne Semsrott regelmäßig beim netzpolitischen Abend z. B. über aktuelle Kampagnen.

## FragDenStaat-Bibliothek
Seit Juni 2023 werden über die FragDenStaat-Bibliothek wichtige rechtliche und parlamentarische Dokumente aufbereitet und frei an einem zentralen Ort zur Verfügung gestellt. Viele der Amtsblätter waren zuvor nur über Bezahlschranken der entsprechenden privaten Verlage verfügbar. Die digitale Bibliothek umfasst derzeit (Stand: Januar 2025) das Gemeinsame Ministerialblatt, das Bundessteuerblatt, das Verkehrsblatt, die Nachrichten für Luftfahrer, eine Sammlung kleiner Anfragen aus deutschen Parlamenten, Gutachten der Wissenschaftlichen Dienste des Bundestages sowie Dokumente aus dessen Untersuchungsausschüssen und dem Vermittlungsausschuss. Das Projekt wird von der britischen Arcadia Stiftung gefördert.
Ein Vorgängerprojekt der Open Knowledge Foundation Deutschland ist OffeneGesetze.de, das bereits die Ausgaben des Bundesgesetzblatts als Open Data veröffentlichte.